# Бандажування шлунку

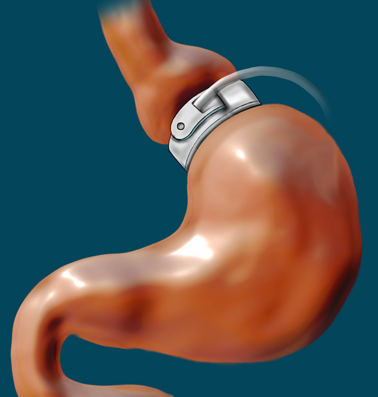
Бандажування шлунку

Бандажування шлунку — спосіб хірургічного лікування ожиріння, що полягає у накладенні бандажу на верхній відділ шлунку. Бандаж — це кільце, яке в місці накладення створює звуження просвіту шлунку, тим самим розділяючи його на два відділи — на маленький шлунок (над бандажем) і великий шлунок (під бандажем). Рецептори насичення, які сигналізують нам про те, що шлунок заповнений, знаходяться саме у верхньому відділі шлунку. Оскільки ємність малого шлунку над кільцем зовсім невелика (10-15 мл), він дуже швидко заповнюється невеликою кількістю їжі, тим самим збуджуючи рецептори насичення.
Відчуття переповнення шлунку, що виникає при цьому, змушує людину зупинитися у подальшому поглинанні їжі, внаслідок чого споживання калорій істотно знижується і починається зниження ваги. Оскільки бандаж працює шляхом створення звуження просвіту шлунку і шляхом обмеження проходження їжі, він є яскравим прикладом рестриктивної (обмежувальної) операції.
Переваги операції через pars flaccida привели до того, що поступово вона стала домінуючим у світі методом установки бандажів.
На даний час у світі різні виробники випускають різні моделі бандажів, які розрізняються лише деталями конструкції.